# Rathaus Souppes-sur-Loing
Koordinaten: 48° 10′ 59″ N, 2° 44′ 8,1″ O

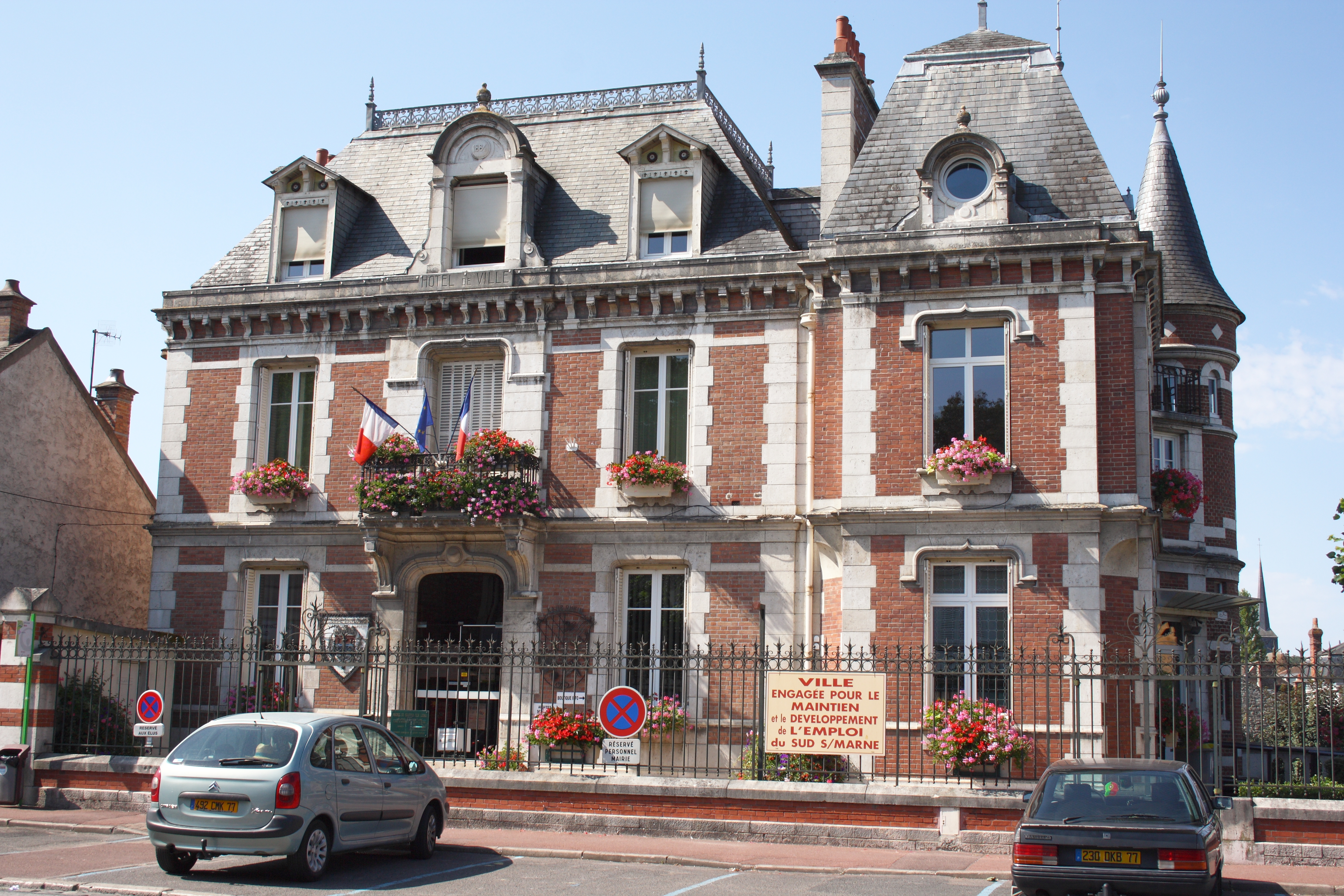
Rathaus in Souppes-sur-Loing

Das Rathaus (frz. Mairie) in Souppes-sur-Loing, einer französischen Gemeinde im Département Seine-et-Marne in der Region Île-de-France, wurde im 19. Jahrhundert errichtet. Das heutige Rathaus in der Avenue du Maréchal Leclerc wurde ursprünglich als Villa der Familie Combe erbaut, die Steinbrüche in der Region ausbeutete. Nachdem die Gemeinde im Jahr 1935 das Gebäude kaufte, wurde die Mairie darin eingerichtet.
Der zweigeschossige Bau aus Ziegelstein und Kalkstein für die Eckquaderung und dekorative Elemente besitzt einen seitlichen Rundturm, in dem sich der Treppenaufgang befindet.